# Psyllium
Psyllium o ispaghula és el nom comú utilitzat per a diversos membres del gènere de plantes Plantago, les llavors del qual s'utilitzen comercialment per a la producció de mucílag. El psyllium s'utilitza principalment com a fibra dietètica per alleujar els símptomes del restrenyiment i la diarrea lleu, i ocasionalment com a espessidor d'aliments.
L'al·lèrgia al psyllium és freqüent en els treballadors freqüentment exposats a la substància.
L'ús de psyllium a la dieta durant tres setmanes o més pot reduir els nivells de colesterol en la sang en persones amb colesterol elevat, i pot reduir els nivells de glucosa en la sang en persones amb diabetis tipus 2. L'ús de psyllium durant un mes o més pot produir una petita reducció de la pressió arterial sistòlica.
Les plantes de les quals s'extreuen les llavors toleren climes secs i frescos, i es conreen principalment al nord de l'Índia.

## Ús

### Alimentació
El psyllium s'ha utilitzat com a espessidor en gelats i altres postres congelats. Una relació pes/volum de l'1,5% del mucílag de psyllium presenta propietats d'unió que són superiors a una relació pes/volum del 10% del mucílag de midó. La viscositat de les dispersions de mucílag de psyllium no es veu afectada entre temperatures de 20 i 50 °C, per pH de 2 a 10 i per concentracions de sal (clorur de sodi) fins a 0,15 M.

### Salut humana

#### Pèrdua de pes
Els suplements dietètics que contenen psyllium es venen principalment per ajudar a perdre pes, tot i que hi ha poca evidència científica d'aquests efectes.

#### Restrenyiment
El psyllium s'utilitza principalment com a fibra dietètica viscosa i soluble que no és absorbida per l'intestí prim. L'acció purament mecànica del mucílag de psyllium és absorbir l'excés d'aigua alhora que estimula l'eliminació normal de l'intestí. Tot i que el seu ús principal ha estat com a laxant, es considera amb més precisió com una fibra dietètica i, com a tal, pot ajudar a reduir els símptomes tant del restrenyiment com de la diarrea lleu. Les propietats laxants del psyllium s'atribueixen a la fibra: absorbeix aigua i, posteriorment, fa que les femtes siguin més toves. Augmenta la flatulència (gas) fins a cert punt.

#### Colesterol en la sang alt
El 1998, l'Administració d'Aliments i Fàrmacs dels Estats Units d'Amèrica (U.S. Food and Drug Administration, FDA) va aprovar una declaració de salut a les etiquetes dels aliments per al psyllium dietètic com a fibra soluble (si es consumeix regularment) que reduiria el risc de patir malalties del cor en reduir el colesterol en la sang. La investigació clínica va demostrar que set grams o més al dia de fibra soluble de la closca de llavors de psyllium reduirien prou el colesterol total i el colesterol de lipoproteïnes de baixa densitat en persones amb hipercolesterolèmia, dos biomarcadors acceptats per al risc de malaltia coronària. Les troballes es van confirmar posteriorment en una metaanàlisi que va incorporar més evidències. Per ser elegible per a la declaració de salut permesa per la FDA, una porció d'un aliment manufacturat o un suplement dietètic ha de contenir almenys 1,7 g de psyllium com a fibra soluble. La civada sencera, l'ordi i els aliments que contenien fibra soluble en betaglucans es van incloure com a fonts elegibles per a la declaració de l'etiqueta.

#### Diabetis tipus 2
El 2014, l'Administració d'Aliments i Fàrmacs dels Estats Units d'Amèrica va aprovar una declaració de salut qualificada per al psyllium com a possible benefici per a les persones amb diabetis, requerint una frase aprovada per la FDA a l'etiqueta d'un producte: «La closca de psyllium pot reduir el risc de diabetis tipus 2, tot i que la FDA ha conclòs que hi ha molt poca evidència científica per a aquesta afirmació». Una metaanàlisi publicada després de la decisió de la FDA va informar que el psyllium subministrat abans dels àpats millorava la glucosa en la sang en dejú i l'hemoglobina glicosilada, però que l'efecte més gran es va observar en persones diagnosticades i tractades per diabetis tipus 2, i només una millora modesta per a les persones classificades com a prediabètics.

#### Hipertensió
Mitjançant una metaanàlisi d'assaigs clínics s'ha trobat que el psillium redueix significativament la pressió arterial en persones que pateixen hipertensió. No s'ha demostrat que el psyllium tingui el mateix efecte en persones amb pressió arterial normal o elevada.

### Medicina veterinària
Els suplements dietètics de fibra de psyllium s'utilitzen en medicina veterinària per tractar la impactació de sorra en cavalls per ajudar a eliminar la sorra del còlon del cavall.

## Efectes adversos
La fibra generalment té pocs efectes secundaris.
- Psyllium pot causar obstruccions intestinals o betzoars, si es pren sense quantitats adequades d'aigua.[16][17]
- També es poden produir gasos o inflor estomacal.[15]
- L'asfixia és un perill si es pren el psyllium sense aigua adequada, ja que s'espesseix a la gola.[18]

### Al·lèrgia
El psyllium pot provocar reaccions al·lèrgiques, inclosa l'anafilaxi. El psyllium pot actuar com un potent al·lergogen inhalant capaç de provocar símptomes d'asma. Els professionals de la salut dels hospitals geriàtrics, que estan exposats freqüentment al psyllium en els laxants administrats als pacients, solen estar sensibilitzats per IgE al psyllium (13,8%) i el 8,6% té al·lèrgia clínica al psyllium.
Els empleats de la fabricació farmacèutica que han estat exposats al psyllium durant el processament han desenvolupat asma laboral i sensibilització a IgE. Per tal de protegir els treballadors sensibilitzats, el psyllium té un límit d'exposició laboral extremadament baix de 150 ng/m3.

## Mecanismes d'acció
La fibra soluble del psyllium és el polisacàrid heteroxilà, una hemicel·lulosa.
El psyllium es produeix principalment pel seu contingut en mucílags. El terme «mucílag» descriu un grup d'agents gelificants clars, incolors i derivats de les plantes. El mucílag obtingut del psyllium prové de la capa de la llavor. El mucílag s'obté per mòlta mecànica de la capa exterior de la llavor. El rendiment de mucílag ascendeix al voltant del 25% (en pes) del rendiment total de les llavors. El mucílag de llavors de plantago es coneix sovint com a «closca» o «closca de psyllium». El mucílag de llavors mòltes és un material fibrós blanc que és hidròfil, el que significa que la seva estructura molecular fa que s'atregui i s'uneixi a l'aigua. En absorbir aigua, el gel clar, incolor i mucilaginós que es forma augmenta de volum o més.

## Cultiu

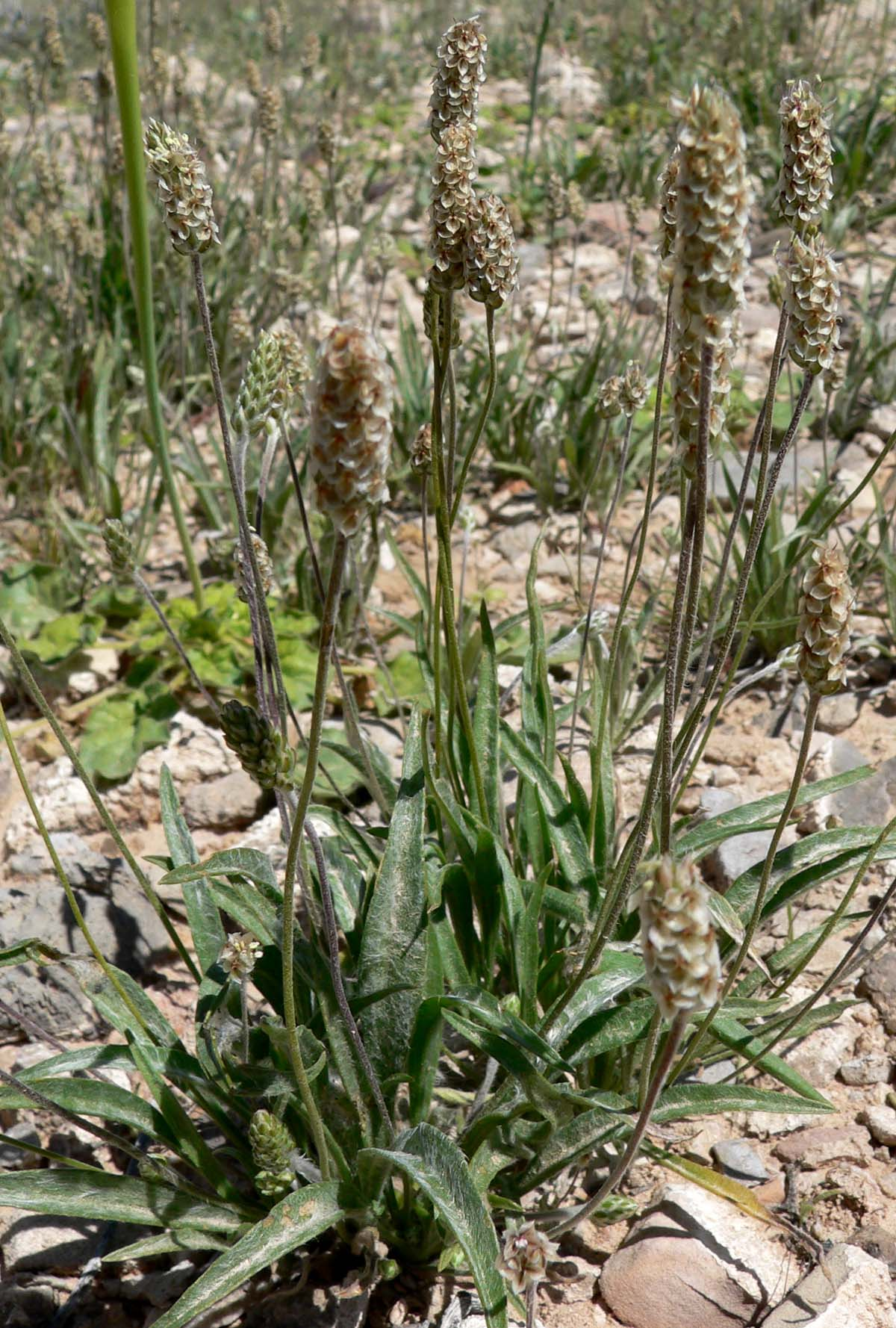
Plantago ovata

El gènere Plantago conté més de 200 espècies. P. ovata i P. psyllium es produeixen comercialment a diversos països europeus, Rússia i països del voltant, i l'Índia.
La llavor de Plantago, coneguda comercialment com a «psyllium negre», s'obté de P. psyllium, també coneguda com a P. arenaria.
La llavor produïda a partir de P. ovata es coneix als cercles comercials com a «psyllium blanc», «psyllium ros», «plantago indi», «Saragatona de l'Índia» o «isabgol». Isabgol és el nom comú a l'Índia de P. ovata i es coneix com «Aspaghol» al Pakistan (del persa «asp» i «gul», que significa flor de cavall», que és descriptiu de la forma de la llavor). L'Índia domina el mercat mundial en la producció i exportació de psyllium.
Plantago ovata és una herba anual que creix fins a una alçada de 30-46 cm. Les fulles són oposades, lineals o lanceolades lineals d'1 × 19 cm. El sistema radicular té una arrel principal ben desenvolupada amb poques arrels secundàries fibroses. Un gran nombre de brots florals sorgeixen de la base de la planta. Les flors són nombroses, petites i blanques. Les plantes floreixen uns 60 dies després de la plantació. Les llavors estan tancades en càpsules que s'obren en la maduresa.
Els camps generalment es reguen abans de la sembra per aconseguir una humitat ideal del sòl, per millorar el contacte de les llavors amb el sòl i per evitar enterrar la llavor massa profundament com a conseqüència de regs posteriors o pluges. La germinació màxima es produeix a una profunditat de sembra de 6 mm. Les plàntules emergents són sensibles a les gelades; per tant, la plantació s'ha de retardar fins que s'espera que les condicions romanguin lliures de gelades. La llavor s'escampa a 5,5 a 8,25 kg/hectàrea a l'Índia. A les proves d'Arizona (EUA), les taxes de sembra de 22 a 27,5 kg/ha van donar lloc a rodals d'1 planta/25 mm en fileres de 15 cm que van produir uns rendiments excel·lents. El control de les males herbes s'aconsegueix normalment amb un o dos desherbats manuals a principis de la temporada de creixement. El control de les males herbes mitjançant el reg abans de sembrar per a que germinin les llavors de males herbes seguit d'un conreu poc profund pot ser eficaç en camps amb una pressió mínima de males herbes. Psyllium és un pobre competidor amb la majoria de les espècies de males herbes.
El marxament del plantago (Fusarium oxysporum) i el míldiu (Peronospora alta) són les principals malalties d'Isabgol. Les larves blanques i els pugons són les principals plagues d'insectes.
Les espigues de les flors es tornen de color marró vermellós en madurar, les fulles inferiors s'assequen i les superiors grogues. El cultiu es cull al matí després que la rosada hagi desaparegut per minimitzar els trencaments i les pèrdues al camp. A l'Índia, les plantes madures es tallen 15 cm per sobre del sòl i després es lliguen, es deixen assecar durant uns dies, es baten i es fan ventades.
Les llavors collides s'han d'assecar a menys del 12% d'humitat per permetre la neteja, la mòlta i l'emmagatzematge. Les llavors emmagatzemades per a futurs cultius han mostrat una pèrdua important de viabilitat després de 2 anys d'emmagatzematge.

## Història comercial

### Metamucil

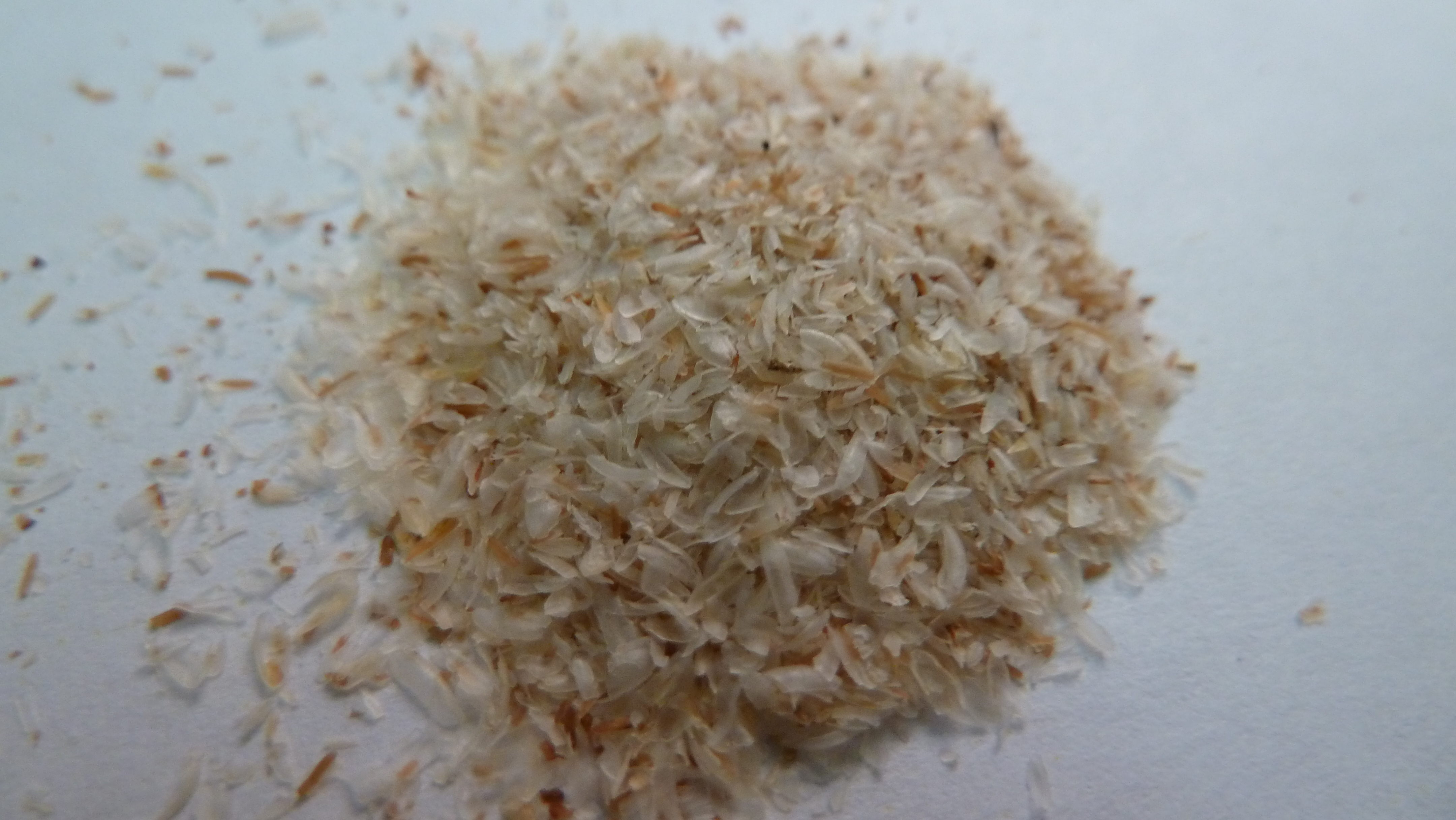
Psyllium en pols

Introduït l'any 1934 per G. D. Searle & Company, Metamucil va ser adquirit per Procter & Gamble l'any 1985. El nom és una combinació de la paraula grega per a canvi (meta) i la classe de fibra que utilitza (mucílag). En els seus primers anys, Metamucil va aconseguir una distribució esporàdica a les farmàcies com a producte «al taulell», venut a les farmàcies però no al prestatge, perquè el farmacèutic pogués aconsellar al comprador sobre l'ús correcte. Des de 1974, la marca també es va comercialitzar als consumidors mitjançant publicitat impresa i televisiva i es va fer disponible als punts de venda d'alimentació. Les versions amb sabor es van afegir el 1979.
La marca es ven com a mescles de begudes en pols, càpsules i neules en una varietat de sabors. Metamucil conté closques de llavors de psyllium com a ingredient actiu. Està fabricat a Phoenix, Arizona, per Procter & Gamble. Quan es va comercialitzar per primera vegada als consumidors el 1974, Metamucil es va comercialitzar com a laxant. L'eslògan publicitari d'aquella època era «Si no la natura, llavors Metamucil» (If not nature, then Metamucil). Procter & Gamble va intentar fer de Metamucil un nom familiar mitjançant la publicitat a les revistes i la televisió, fent servir l'afirmació «No totes les fibres són iguals» (All fiber is not created equal).